# Congressional Progressive Caucus
Der Congressional Progressive Caucus ist eine Vereinigung von Abgeordneten der Demokratischen Partei im Kongress der Vereinigten Staaten, die dem Progressivismus nahesteht und den linken Flügel der Partei repräsentiert. Zusammen mit der eher konservativen Blue Dog Coalition und der die politische Mitte der Partei repräsentierenden New Democrat Coalition stellt er einen der drei offiziellen Abgeordnetenbündnissen der Partei dar.
Der 1991 gegründete Congressional Progressive Caucus hat im 116. Kongress insgesamt 99 Mitglieder, davon 98 im Repräsentantenhaus und eines im Senat. Gleichberechtigte Vorsitzende des Caucus im 116. Kongress sind Mark Pocan und Pramila Jayapal.
Im 117. Kongress gehören dem Caucus 92 Mitglieder an, davon 90 stimmberechtigte Mitglieder des Repräsentantenhauses, ein Senator und ein nicht stimmberechtigtes Mitglied. Einzige Vorsitzende ist Pramila Jayapal.

## Politische Positionen
In seinem Grundsatzprogramm setzt sich der Congressional Progressive Caucus für wirtschaftliche Gerechtigkeit, soziale Absicherung, Bürgerrechte, Arbeitnehmerschutz, die Erhaltung des Weltfriedens, Umweltschutz und gegen jegliche Diskriminierung auf Grund von Hautfarbe, Religion, Geschlecht, Behinderung und sexueller Orientierung ein.
Aktuelle Positionen im 116. Kongress betreffen unter anderem Forderungen nach einer liberalen Einwanderungspolitik, einer Reform des Bildungswesens zur Herstellung der Chancengleichheit, die Beendigung der militärischen Präsenz der USA im Irak sowie die Unterstützung der Gesundheitsreform.

## Mitglieder (Auswahl)

### 116. Repräsentantenhaus

Wahlkreise, in denen bei den Wahlen zum Repräsentantenhaus der Vereinigten Staaten 2018 Demokraten des Congressional Progressive Caucus gewählt wurden.

#### Arizona
- Raúl Grijalva (AZ-3, Tucson)

#### Colorado
- Joe Neguse (CO-2, Boulder)

#### Connecticut
- Rosa DeLauro (CT-3, New Haven)

#### District of Columbia
- Eleanor Holmes Norton (Mitglied des Hauses, kann jedoch nicht an Abstimmungen teilnehmen)

#### Delaware
- Lisa Blunt Rochester (DE at-large)

#### Florida
- Darren Soto (FL-9, Orlando)
- Lois Frankel (FL-21, West Palm Beach)
- Frederica Wilson (FL-24, Miami)
- Debbie Mucarsel-Powell (FL-26, Miami)

#### Georgia
- Hank Johnson (GA-4, Lithonia)
- John Lewis (GA-5, Atlanta)

#### Hawaii
- Tulsi Gabbard (HI-2, Honolulu)

#### Illinois
- Chuy Garcia (IL-4, Chicago)
- Danny Davis (IL-7, Chicago)
- Jan Schakowsky (IL-9, Chicago)

#### Indiana
- André Carson (IN-7, Indianapolis)

#### Iowa
- Dave Loebsack (IA-2, Iowa City)

#### Kalifornien
- Jared Huffman (CA-2, San Rafael)
- Mark DeSaulnier (CA-11, Concord)
- Barbara Lee (CA-13, Oakland)
- Ro Khanna (CA-17, Fremont)
- Zoe Lofgren (CA-19, San Jose)
- Jimmy Panetta (CA-20, Carmel Valley)
- Judy Chu (CA-27, El Monte)
- Brad Sherman (CA-30, Sherman Oaks)
- Grace Napolitano (CA-32, Norwalk)
- Ted Lieu (CA-33, Los Angeles)
- Jimmy Gomez (CA-34, Los Angeles)
- Karen Bass (CA-37, Baldwin Hills)
- Linda Sánchez (CA-38, Lakewood)
- Gil Cisneros (CA-39, Yorba Linda)
- Lucille Roybal-Allard (CA-40, Los Angeles)
- Mark Takano (CA-41, Riverside)
- Maxine Waters (CA-43, Inglewood)
- Nanette Barragán (CA-44, San Pedro)
- Katie Porter (CA-45, Irvine)
- Alan Lowenthal (CA-47, Long Beach)
- Mike Levin (CA-49, San Juan Capistrano)
- Juan Vargas (CA-51, San Diego)

#### Kentucky
- John Yarmuth (KY-3, Louisville)

#### Maine
- Chellie Pingree (ME-1, North Haven)

#### Maryland
- Jamie Raskin (MD-8, Takoma Park)

#### Massachusetts
- Jim McGovern (MA-2, Worcester)
- Joe Kennedy III (MA-4, Brookline)
- Katherine Clark (MA-5, Melrose)
- Ayanna Pressley (MA-7, Dorchester)
- Lori Trahan (MA-3, Westford)

#### Michigan
- Dan Kildee (MI-5, Flint Township)
- Andy Levin (MI-9, Bloomfield Township)
- Debbie Dingell (MI-12, Dearborn)
- Rashida Tlaib (MI-13, Detroit)
- Brenda Lawrence (MI-14, Southfield)

#### Minnesota
- Angie Craig (MN-2, Eagan)
- Ilhan Omar (MN-5, Minneapolis)

#### Mississippi
- Bennie Thompson (MS-2, Bolton)

#### Missouri
- Lacy Clay (MO-1, St. Louis)

#### Nevada
- Steven Horsford (NV-4, Las Vegas)

#### New Jersey
- Donald Norcross (NJ-1, Camden)
- Andy Kim (NJ-3, Bordentown)
- Frank Pallone (NJ-6, Long Branch)
- Bonnie Watson Coleman (NJ-12, Trenton)

#### New Mexico
- Deb Haaland (NM-1, Albuquerque)

#### New York
- Grace Meng (NY-6, Queens)
- Nydia Velázquez (NY-7, Brooklyn)
- Hakeem Jeffries (NY-8, Brooklyn)
- Yvette Clarke (NY-9, Brooklyn)
- Jerrold Nadler (NY-10, Manhattan)
- Carolyn Maloney (NY-12, Manhattan)
- Adriano Espaillat (NY-13, Manhattan)
- Alexandria Ocasio-Cortez (NY-14, Bronx)
- José Serrano (NY-15, Bronx)
- Joe Morelle (NY-25, Rochester)

#### North Carolina
- Alma Adams (NC-12, Charlotte)

#### Ohio
- Marcia Fudge (OH-11, Cleveland)

#### Oregon
- Suzanne Bonamici (OR-1, Beaverton)
- Earl Blumenauer (OR-3, Portland)
- Peter DeFazio (OR-4, Springfield)

#### Pennsylvania
- Brendan Boyle (PA-2, Philadelphia)
- Dwight Evans (PA-3, Philadelphia)
- Madeleine Dean (PA-4, Abington Township)
- Mary Gay Scanlon (PA-5, Swarthmore)
- Matt Cartwright (PA-8, Scranton)

#### Rhode Island
- David Cicilline (RI-1, Providence)

#### Tennessee
- Steve Cohen (TN-9, Memphis)

#### Texas
- Veronica Escobar (TX-16, El Paso)
- Sheila Jackson Lee (TX-18, Houston)
- Sylvia Garcia (TX-29, Houston)
- Eddie Bernice Johnson (TX-30, Dallas)
- Lloyd Doggett (TX-35, Austin)

#### Vermont
- Peter Welch (VT at-Large)

#### Virginia
- Don Beyer (VA-8, Alexandria)

#### Washington
- Pramila Jayapal (WA-7, Seattle)
- Adam Smith (WA-9, Bellevue)

#### Wisconsin
- Mark Pocan (WI-2, Madison)
- Gwen Moore (WI-4, Milwaukee)

### 116. Senat
- Bernie Sanders (parteiloser Senator für Vermont, der sich der Fraktion der Demokratischen Partei angeschlossen hat)